# Культура Урук
31°19′27″ пн. ш. 45°38′14″ сх. д. / 31.324167° пн. ш. 45.637222° сх. д.

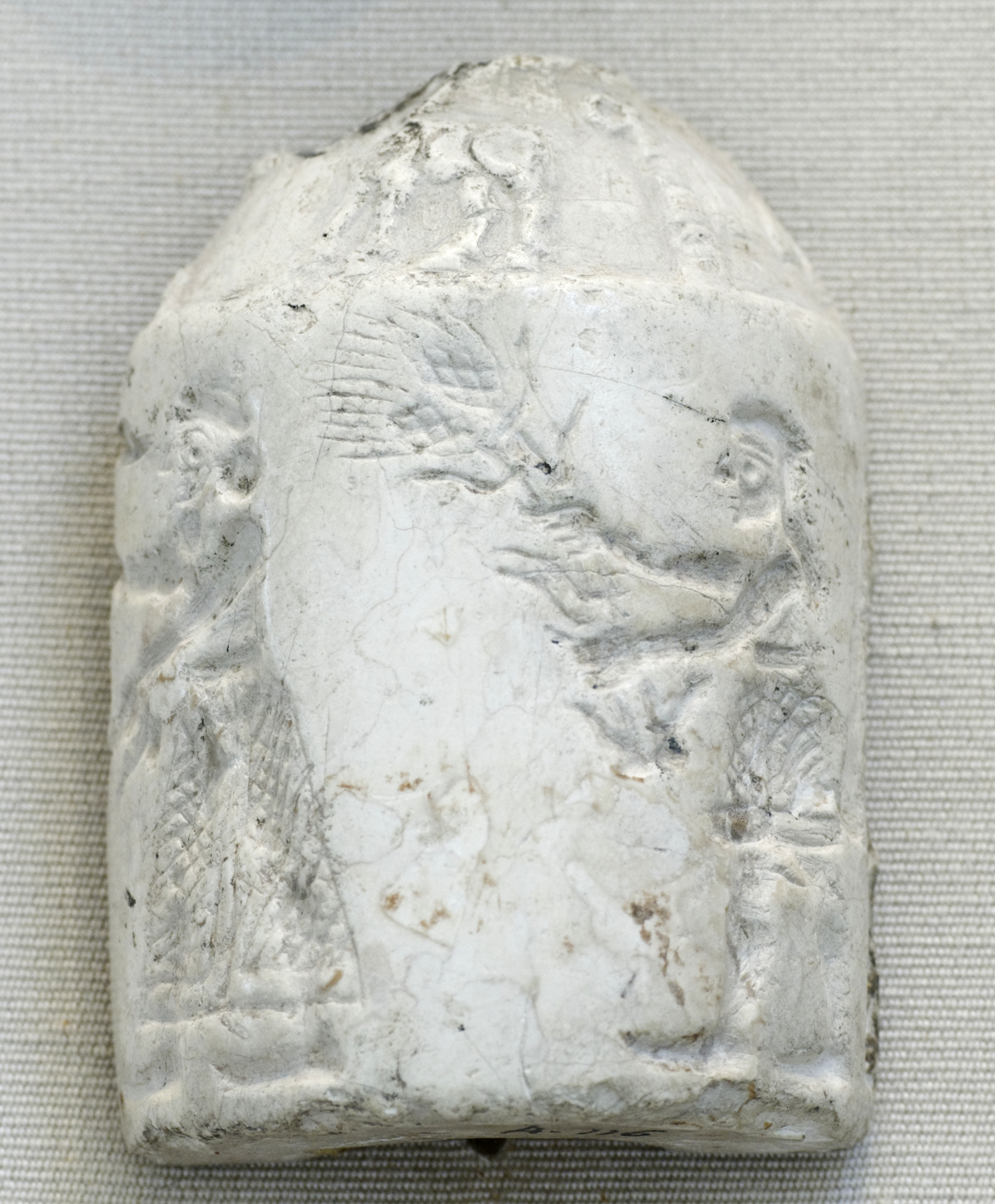
Циліндрична печатка, Лувр

Стародавнє Межиріччя

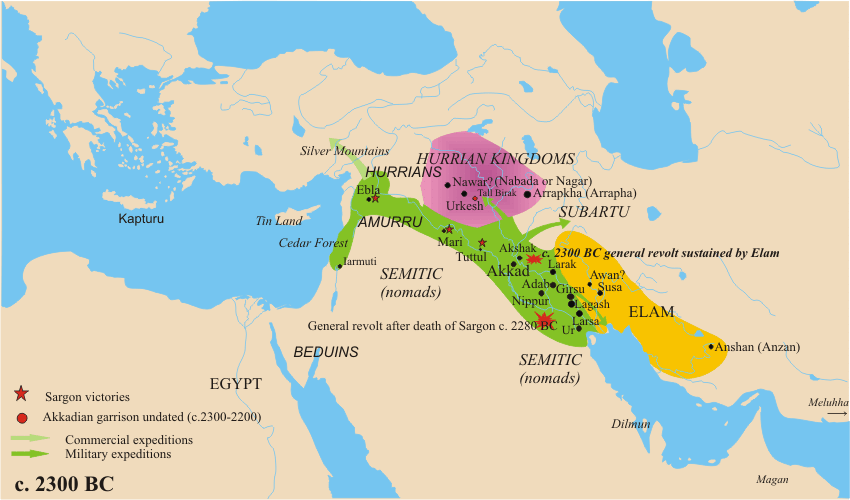
Стародавнє Межиріччя в 2300 до н. е.

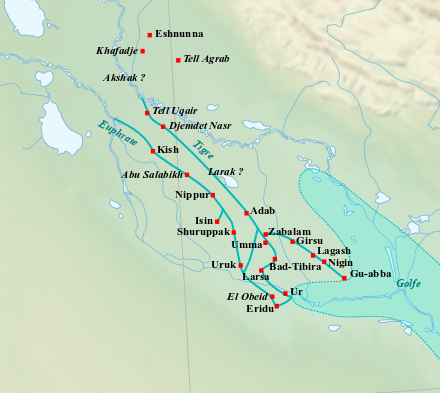
Нижнє Межиріччя

Культура Урук — археологічна культура мідної та початку бронзової доби.
Датується 4000-3000 до н. е. Була поширена у Південній Месопотамії (Шумер). Їй передувала убейдська культура, та наслідувала культура Джемдет-Наср . Названа за характерними знахідками в XIV-IV шарах розкопок стародавнього міста Урук, в цей період відбулося виникнення перших міст у Месопотамії та шумерської цивілізації.
У період пізнього Уруку (34-32 століття до н. е.) спостерігається поступова поява клинописної писемності, період відповідає ранній бронзовій добі; його також охарактеризували як "дописьменний період".
Саме в цей період гончарний розпис зменшився, коли мідь стала набувати популярності, поряд із циліндрними печатками.
Культура Урук характеризується червоною й сірою керамікою, виготовленою на гончарному колі, і розвинутою металургією. Для неї властиві також
- Циліндричні печатки (шар X)
- Найдавніші шумерські піктографічні документи на глиняних табличках (шар IV)
- Монументальні будинки із самана, що відкриті розкопками в центрі міста Урук. Серед них — "Червоний будинок" (можливо, місце народних зборів) і "Білий храм".

Носії культури Урук займалися землеробством і скотарством. Відбувався розклад первіснообщинних відносин і виникали елементи класових, що одержали подальший розвиток на наступному етапі (3200-3000 до н. е.), який характеризується знахідками типу Джемдет-Наср (в III шарі Уруку та інших місцях).